# Верхня Тіпсірма
Верхня Тіпсі́рма (рос. Верхняя Типсирма, чув. Тури Типçырма) — присілок у складі Красноармійського району Чувашії, Росія. Входить до складу Великошатьминського сільського поселення.
Населення — 33 особи (2010; 26 у 2002).
Національний склад:
- чуваші — 100 %